# إهدار الطعام في المملكة المتحدة

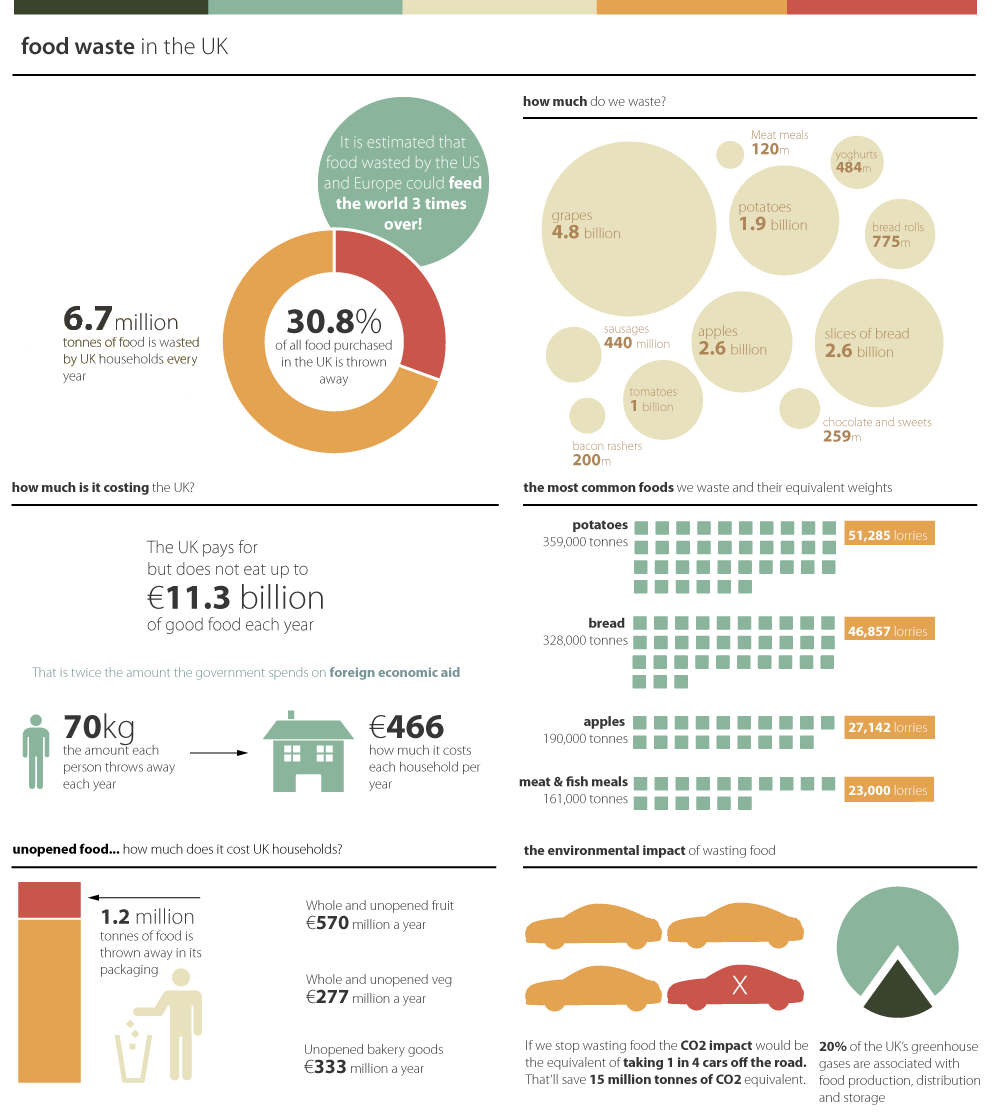
تقول هيئة الإذاعة البريطانية (BBC) إن المملكة المتحدة يبدو أنها أمة تهدر الطعام، حيث تتخلص من 8.3 مليون طن سنويًا. وتقول هيئة حكومية مكلفة بمكافحة الهدر، تدعى "راب"، إن ذلك يشكل جبلًا من البقايا يكفي لملء 4,700 حوض سباحة بحجم المسابقات الأولمبية. ومن هذا الطعام، يمكن أن يتم استهلاك 5.3 مليون طن.

يُعدّ إهدار الطعام في المملكة المتحدة مسألة ذات شأن بيئي واقتصادي واجتماعي، إذ تتلقّى تغطية إعلامية واسعة النطاق وتعالجها الحكومة باستجابات متباينة. منذ عام 1915، يصنَّف إهدار الطعام على أنه مشكلة كبيرة وما يزال موضع اهتمام إعلامي مستمر، إذ تكثّف مع إطلاق حملة «أحبب طعامك، وتجنب الهدر» في عام 2007. تناقَش مسألةُ إهدار الطعام في مقالات الصحف والتقارير الإخبارية والبرامج التلفزيونية التي تزيد الوعي بشأنها كمسألة عامة. لمعالجة قضايا الهدر، ومن ضمنها إهدار الطعام، أُنشئ «برنامج تدبير الموارد والهدر» بتمويل من الحكومة في عام 2000.

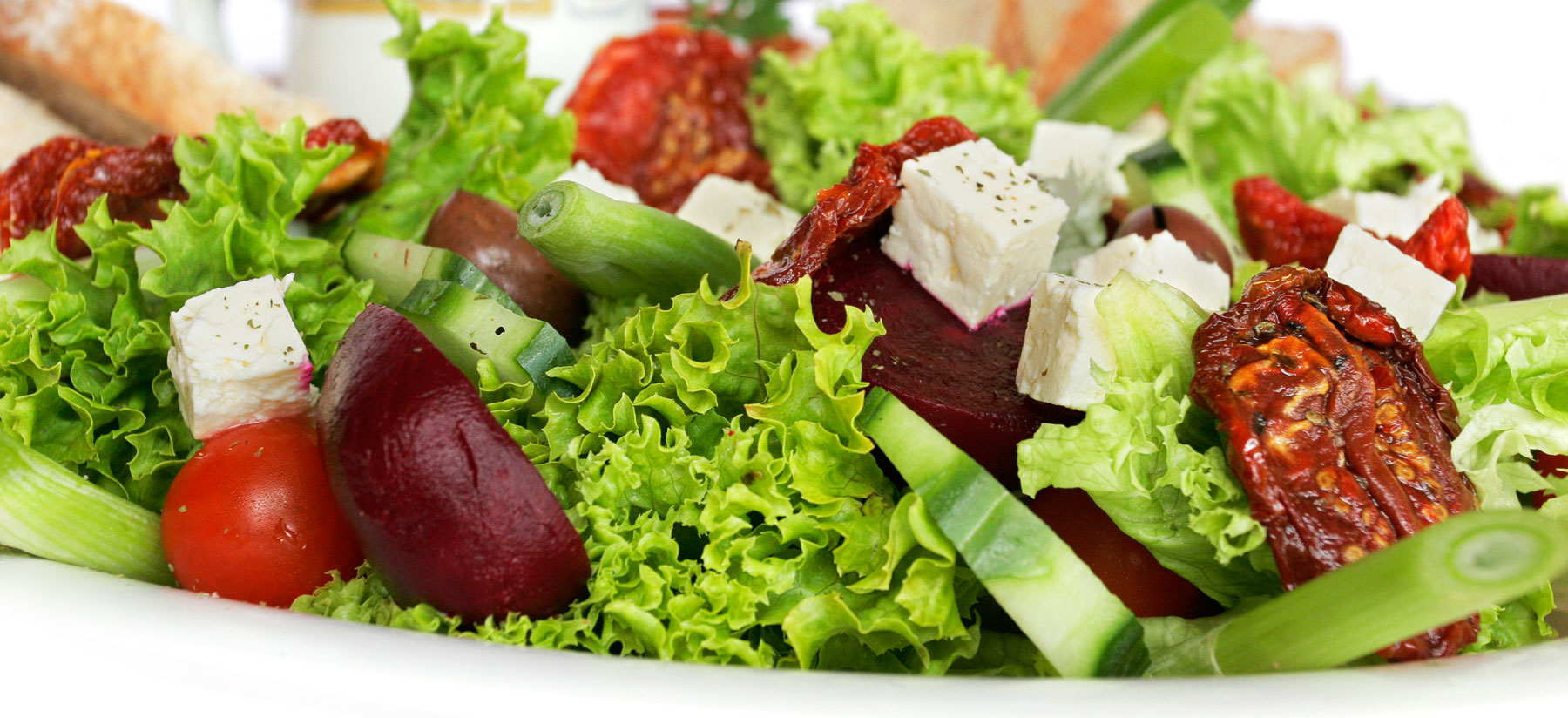
السلطات هي نوع الطعام الذي يتم التخلص منه بأكبر نسبة - أكثر من 45% من جميع المشتريات ستُهدر.

تنتج المنازل نسبة كبيرة من النفايات الغذائية، إذ خلّفت 6,700,000 طن من النفايات الغذائية في عام 2007. تعدّ البطاطا وشرائح الخبز والتفاح على الترتيب من أكثر الأطعمة المهدرة من حيث الكمية، في حين يتم التخلص من السلطات بنسب أكبر. يمكن تجنب هدر معظم الأطعمة، مع تصنيف الباقي تقريبًا كأطعمة لا يمكن تجنب هدرها (مثل أكياس الشاي) ولا يمكن تجنبها حسب الرغبة (مثل قشور الخبز) أو نوع الطهي (مثل قشور البطاطا).
يعدّ تقليل كمية النفايات الغذائية أمرًا بالغ الأهمية إذا كانت المملكة المتحدة ترغب في بلوغ الأهداف الدولية بشأن تغير المناخ، والحد من انبعاثات الغازات الدفيئة، والوفاء بالتزامات توجيه الاتحاد الأوروبي للحد من النفايات القابلة للتحلل الحيوي التي ترسَل إلى مدافن النفايات. يتم التركيز بنفس القدر على الحد من هدر الطعام في جميع البلدان المتقدمة كوسيلة لإنهاء أزمة الغذاء العالمية التي تترك الملايين في جميع أنحاء العالم يعانون الجوع والفقر. في سياق أزمة أسعار الغذاء العالمية في الفترة 2007-2008، نوقشت مسألة إهدار الطعام في قمة مجموعة الثماني الرابعة والثلاثين في هوكايدو، اليابان. قال رئيس وزراء المملكة المتحدة آنذاك، غوردون براون، عن القضية «يجب أن نبذل جهودًا أكبر للتعامل مع الطلب غير الضروري، مثل قيامنا جميعًا ببذل المزيد من الجهد للتقليل من نفاياتنا الغذائية».
في يونيو 2009، أعلن وزير البيئة آنذاك هيلاري بن عن «حرب الحكومة على الهدر» وهو برنامج هدف إلى الحد من إهدار الطعام في بريطانيا. تضمنت الخطط المقترحة في إطار المخطط: إلغاء ملصقات يفضَّل الاستهلاك قبل والحد من ملصقات تُباع قبل التي توضع على الأطعمة، واعتماد أحجام جديدة لتعبئة المواد الغذائية، وبناء المزيد من نقاط إعادة التدوير وكشف النقاب عن خمسة مصانع رئيسية للهضم اللاهوائي. ادعت حملة «أحبب طعامك، وتجنب الهدر» بعد عامين من إطلاقها أنها تجنّبت 137 ألف طن من النفايات ووفّرت ما قدره 300 مليون جنيه إسترليني بفضل المساعدة التي قدمتها لأكثر من مليوني أسرة.

## نبذة تاريخية

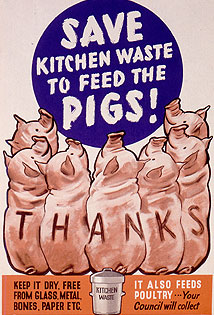
ملصق للحرب العالمية الثانية يشجع على إعطاء بقايا المطبخ لتغذية الحيوانات.

صُنّف إهدار الطعام كمشكلة في المملكة المتحدة في بداية الحرب العالمية الأولى. كانت مكافحة إهدار الطعام أحد الأهداف الأولية للمعاهد النسائية التي أُنشئت في عام 1915، وما تزال موضوعًا لحملاتهم. اعتُمد التقنين خلال الحرب العالمية الأولى -مع أنه كان اختياريًا- منذ فبراير 1917؛ أصبح التقنين إلزاميًا على مراحل في الفترة ما بين ديسمبر 1917 وفبراير 1918. لا يوجد دليل يشير إلى فرض غرامات على الأفراد أو الشركات لإهدار الطعام بحلول عام 1918. في هذه الأثناء في الولايات المتحدة وضع المشرّعون القوانين لتقييد توزيع المواد الغذائية من أجل تقليل الهدر، والتي قد يعاقَب على انتهاكها بالغرامات أو السجن.
خلال الحرب العالمية الثانية، فُرض التقنين على الفور تقريبًا. كانت القيود أكثر صرامة مما كانت عليه في الحرب العظمى إذ طُبّقت منذ 8 يناير 1940، فأُصدرت دفاتر التموين وخضعت معظم الأطعمة للتقنين. بحلول أغسطس 1940، أُقرّ تشريع يعدّ إهدار الطعام جريمةً يعاقَب عليها بالسجن. شجعت الملصقات على استخدام نفايات المطبخ لإطعام الحيوانات، وخاصة الخنازير والدواجن.
تُستلهم العديد من الأساليب التي تقترحها الحملات الحالية للحد من هدر الطعام من الأساليب التي اتُّبعت في الحرب العالمية الثانية. ومع ذلك، ما يزال هناك جدل حول (هل حقّقت حملات مكافحة الهدر والتقنين خلال الحرب العالمية الثانية وما بعدها أي تغيير طويل المدى في مواقف الناس تجاه الهدر؟) وجد تقرير عن النفايات المنزلية «لبرنامج تدبير الموارد والهدر» أن كبار السن يهدرون نفس الكمية من النفايات الممكن تجنبها التي يهدرها الشباب. علاوة على ذلك، في وقت مبكر من عام 1980، بعد خمسة وعشرين عامًا فقط على إلغاء التقنين بالكامل، وجد مقال صحفي نُشر في ذلك العام مستويات عالية من الهدر في المنازل والمطاعم وقطاعات صناعة المواد الغذائية. ومع ذلك، يمكن أن تعزى الكمية المتزايدة من نفايات الطعام إلى تغيّر نمط الحياة، على سبيل المثال شراء المنتجات ذات فترة التخزين الأقصر، ما يجبر المستهلك على التخلص من المزيد من الطعام.
بحلول أواخر التسعينيات من القرن العشرين، ساءت الأوضاع، وقُدِّر أن قطاع صناعة المواد الغذائية يولّد أكثر من 8 ملايين طن من نفايات الطعام سنويًا. كشف فيلم وثائقي في عام 1998 عن أطنان من الأطعمة الصالحة للأكل يتم التخلص منها في أحد متاجر تيسكو، ما أثار استجابة متجددة بشأن قضية هدر الطعام. في عام 2000، أنشأت حكومة المملكة المتحدة برنامج تدبير الموارد والهدر، وهي شركة غير ربحية ممولة من الحكومة تقدم المشورة بشأن كيفية الحد من الهدر واستخدام الموارد بكفاءة. في عام 2007، أطلق برنامج تدبير الموارد والهدر حملة «أحبب طعامك، وتجنب الهدر» وأعاد مسألة هدر الطعام إلى مقدمة الأخبار وجدول أعمال الحكومة. بعد ذلك بعامين، زعمت حملة «أحبب طعامك، وتجنب الهدر» أنها حالت دون إرسال 137 ألف طن من النفايات إلى الدفن ووفّرت 300 مليون جنيه إسترليني.
في عام 2005، في مواجهة «المعلومات المحدودة عن كميات مخلفات الطعام وأنواعها التي يتم التخلص منها»، أطلق برنامج تدبير الموارد والهدر «برنامجًا بحثيًا رئيسيًا» أدى إلى نشر «تقرير مخلفات الطعام» في 8 مايو 2008. اعتُقد في ذلك الوقت أن هذا التقرير هو «الأول من نوعه في العالم»، إذ أجرى مقابلات مع 2,175 من أصحاب المنازل وجمع النفايات من 2,138 منهم.
إذا أردنا خفض أسعار المواد الغذائية، يجب علينا أن نبذل المزيد من الجهود للتعامل مع الطلب غير الضروري، مثل قيامنا جميعًا بفعل المزيد لتقليل نفايات الطعام التي تكلّف الأسرة المتوسطة في بريطانيا نحو 8 جنيهات إسترلينية في الأسبوع.
هذا ما قاله غوردون براون للصحفيين قبل وقت قصير من حضور قمة مجموعة الثماني الرابعة والثلاثين، الإندبندنت، يوليو 2008.
منذ تطورات 2007-2008، ظلت مخلفات الطعام محل اهتمام، ونوقشت في جميع الصحف البريطانية الرئيسية تقريبًا، غالبًا إلى جانب قضايا مثل تغير المناخ والمجاعة في الدول الأفريقية. للحد من تأثير ما سبق ذكره، كانت النفايات الغذائية من بين المواضيع التي نوقشت في اجتماعات القمة الدولية الأخيرة؛ نوقشت مسألة مخلفات الطعام خلال قمة مجموعة الثماني الرابعة والثلاثين في هوكايدو، اليابان، كجزء من مناقشة أزمة أسعار الغذاء العالمية في 2007-2008.
في يونيو 2009، أعلن وزير البيئة آنذاك هيلاري بن عن «الحرب على الهدر» وهي خطط حكومية جديدة تهدف إلى التقليل من النفايات الغذائية في بريطانيا. يتضمن المخطط إزالة ملصقات «يُفضّل الاستهلاك قبل» والتقليل من ملصقات «تُباع قبل» على الأطعمة، واعتماد أحجام جديدة لتعبئة المواد الغذائية، إذ رفع توجيهٌ للاتحاد الأوروبي القيود عن أحجام التعبئة، نظرًا لازدياد أعداد الذين يعيشون بمفردهم. ويُخطَّط بناء خمسة مصانع رئيسية للهضم اللاهوائي تجسّد «التكنولوجيا المتطورة» قبل نهاية مارس 2011؛ وستحصل جميعها على منحة بقيمة 10 ملايين جنيه إسترليني من «البرنامج الإرشادي للهضم اللاهوائي» التابع لبرنامج تدبير الموارد والهدر. وقالت ليز غودوين -الرئيس التنفيذي لبرنامج تدبير الموارد والهدر- عن المشاريع الخمسة: «إن هذه المشاريع رائدة حقًا، إذ تجسّد كيف يمكن للهضم اللاهوائي أن يساعد المملكة المتحدة على مواجهة تحديات الحد من انبعاثات الكربون بكفاءة وتحسين الإنتاج الغذائي المستدام».